# Elisabeth Nüssle
Elisabeth Nüssle (* 23. April 1926 in Stuttgart; † 18. Oktober 2010) war eine deutsche Psychologin.
Elisabeth Nüssle war von 1967 bis 1988 Professorin für Psychologie an der Evangelischen Stiftungshochschule Nürnberg. Als deren Vizepräsidentin in den Jahren von 1971 bis 1973 prägte sie den Aufbau der Hochschule maßgeblich mit.